# 台中液化天然氣接收站
台中液化天然氣接收站，又稱第二液化天然氣接收站、台中液化天然氣接收站港、台中液化天然氣廠，簡稱二接，為台灣中油天然氣事業部，於2004年9月開始籌建、2009年7月正式商轉之液化天然氣接收站，地點位於台灣台中港。此站主要功能除供應台電公司旗下之發電廠，如大潭發電廠。同時亦供應部分民生用天然氣。

## 沿革

### 背景
中油於2003年7月取得大潭發電廠的供氣合約，且位於高雄的第一天然氣接收站距離台灣中北部較遠，因此開始籌建本站。此站興建時，主要是接收來自卡達的天然氣，預計供氣效率為400噸／小時。

### 施工
其工程包括3座16萬公秉液化天然氣儲槽及卸收、氣化設施，同時也包括台中經苗栗通霄至大潭約135公里之36吋海底輸氣管線，總投資金額約新台幣315億元。中油表示，海底管線興建時氣候不佳，影響施工進度，且台中港一帶地質複雜，因此施工延宕到2009年才完工。

### 擴建
台電因不滿中油供氣百分之60都用於供應發電，被中油搶走市場，又向經濟部請求興建第三天然氣接收站失敗。因此於2017年2月宣布與中油拆夥，也成功爭取到第四天然氣接收站的興建權利。所以中油為了提升競爭力，投資新台幣237億元，欲興建3座16萬公秉地上儲槽及兩條輸氣陸管。不過2017年5月28日中油董事長陳金德認為，現有台中天然氣接收站可直接調節、擴建，加上中油經營經驗久及國外盟友多，台電無經驗，台電優勢相對不高。又為了配合蔡英文政府非核家園目標，經濟部近期規劃能源轉型計畫，2025年天然氣發電佔比要達50%、燃煤發電30%以及再生能源20%，以填補核電缺口，且環保署原訂5月上旬初審桃園觀塘工業區環差案卻因臨時停止，恐延宕第三天然氣接收站工程。而此天然氣接收站也會顯得更重要。

## 廠區規劃
現有3座容積為16萬公秉的地上型全覆式液化天然氣儲槽，每座儲槽均設置一級輸出泵、加熱系統、起重設施、密度及液位監視系統、地震監測、儀控系統、電力系統、超壓及低壓保護系統、沉陷及傾斜監測、消防系統及其附屬設施。以及為引取海水供製程使用，一座獨立的海水進水渠道，並設置8台海水泵浦，及4台海水消防泵浦的泵站，進水渠道總設計進水量為32,000噸／小時。
值得一提的是，因為液化天然氣變成氣態時需要引取大量的海水做為熱交換之媒介，而使用完畢之冷排水非常乾淨，且在炎熱的夏天亦可以保持攝氏24到26度的冷度，因此深受養殖漁業戶歡迎。